# Bisdom Jequié
Het bisdom Jequié (Latijn: Dioecesis Iequieana) is een rooms-katholiek bisdom met als zetel Jequié, in Brazilië. Het bisdom is suffragaan aan het aartsbisdom Vitória da Conquista.

## Geschiedenis
Het bisdom werd opgericht op 7 november 1978, uit delen van de bisdommen Amargosa en Vitória da Conquista, en was suffragaan aan het aartsbisdom Sao Salvador da Bahia. Op 16 januari 2002 wisselde het van kerkprovincie en werd suffragaan aan het nieuw verheven aartsbisdom Vitória da Conquista. 

## Parochies
Het bisdom had in 2021 een oppervlakte van 18.771 km2 en telde 679.500 inwoners waarvan 86,6% rooms-katholiek was.

## Bisschoppen
- Cristiano Jakob Krapf (7 november 1978 - 4 juli 2012)
- José Ruy Gonçalves Lopes (4 juli 2012 - 10 juli 2019)
- Paulo Romeu Dantas Bastos (13 januari 2021 - heden)

Vitória da Conquista (aartsbisdom) · Bom Jesus da Lapa · Caetité · Jequié · Livramento de Nossa Senhora